# 北京中山公园
北京中山公园位于北京市中心紫禁城南面，天安门西侧，于故宫一墙之隔。它原是明清两代的社稷坛，与太庙（今劳动人民文化宫）一起沿袭周代以来“左祖右社”的礼制建造。中山公园现占地23万平方米，是一座纪念性的古典坛庙园林。

## 历史沿革
社稷坛建于明朝永乐十九年，一直作为明清两代祭祀社稷的场所。清帝退位后，社稷坛闲置疏于管理，守坛的人在坛内饲养猪羊，许多地方被用来种植苜蓿作为饲料。
1913年中华民国政府接管了社稷坛，开始募集捐款，准备将其辟为公园。1914年10月10日社稷坛对普通民众开放，称中央公园，是北京最早成为公园的皇家园林之一。公园开放前，短时间内进行了大面积的整修，开辟了面对长安街的正门，凿开了东坛门的围墙，修成了月亮门的样式。1915年以后，又在园中添建了河塘、叠石和其他建筑，社稷坛的戟门也被改为殿堂。1925年孙中山的灵柩曾停放在园内的拜殿。1928年改中央公园为中山公园。在辟为中央公园后，除保留社稷坛外，先后营造了松柏交翠亭、格言亭、蕙芳园等景观，还把习礼亭、兰亭八柱亭、保卫和平坊及河北大名古刹的宋代石狮移入园中，园中还安放了多块清代宫苑中的名石。1937年日本占领北平后，改为北平公园，10月后又改成中央公园，1945年抗战胜利后恢复中山公园的名称，沿用至今。
1988年中山公园被中华人民共和国国务院定为全国重点文物保护单位，现在正在准备申请世界文化遗产。

## 主要建筑物
建筑主要有社稷坛、拜殿、戟门、保卫和平坊、水榭、兰亭碑亭、唐花坞、习礼亭、四宜轩、迎晖亭、花廊、宰牲亭、格言亭、投壶亭、松柏交翠亭、来今雨轩、音乐堂、长青园、愉园和蕙芳园、儿童运动场等。

### 社稷坛
社稷坛，也叫“太社稷坛”或“太社坛”，位于公园的主轴上，是明清两代祭祀社稷的祭坛式建筑，北京社稷坛是现存的唯一一座祭祀社稷之用的庙坛建筑。

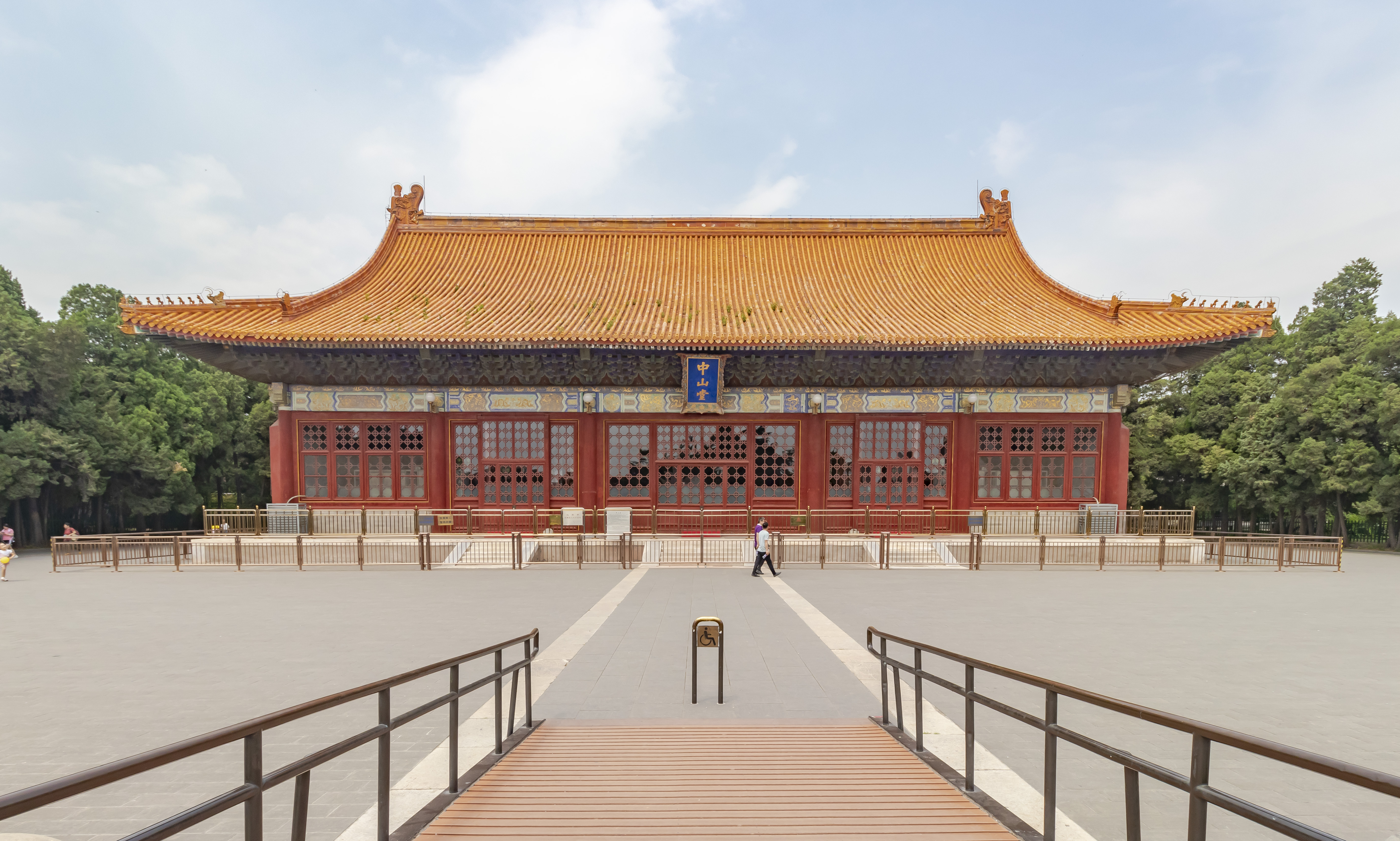
社稷坛和拜殿（中山堂）

社稷坛是北京的九坛八庙之一，主体建筑有社稷坛和拜殿（今中山堂），附属建筑有戟门、神库、神厨、宰牲亭等，多是明永乐年间（1420年左右）修建。因坛内有五种颜色的土，又被称为五色土。
中山公园就是在原社稷坛的基础上改建为公园的。

### 保卫和平坊

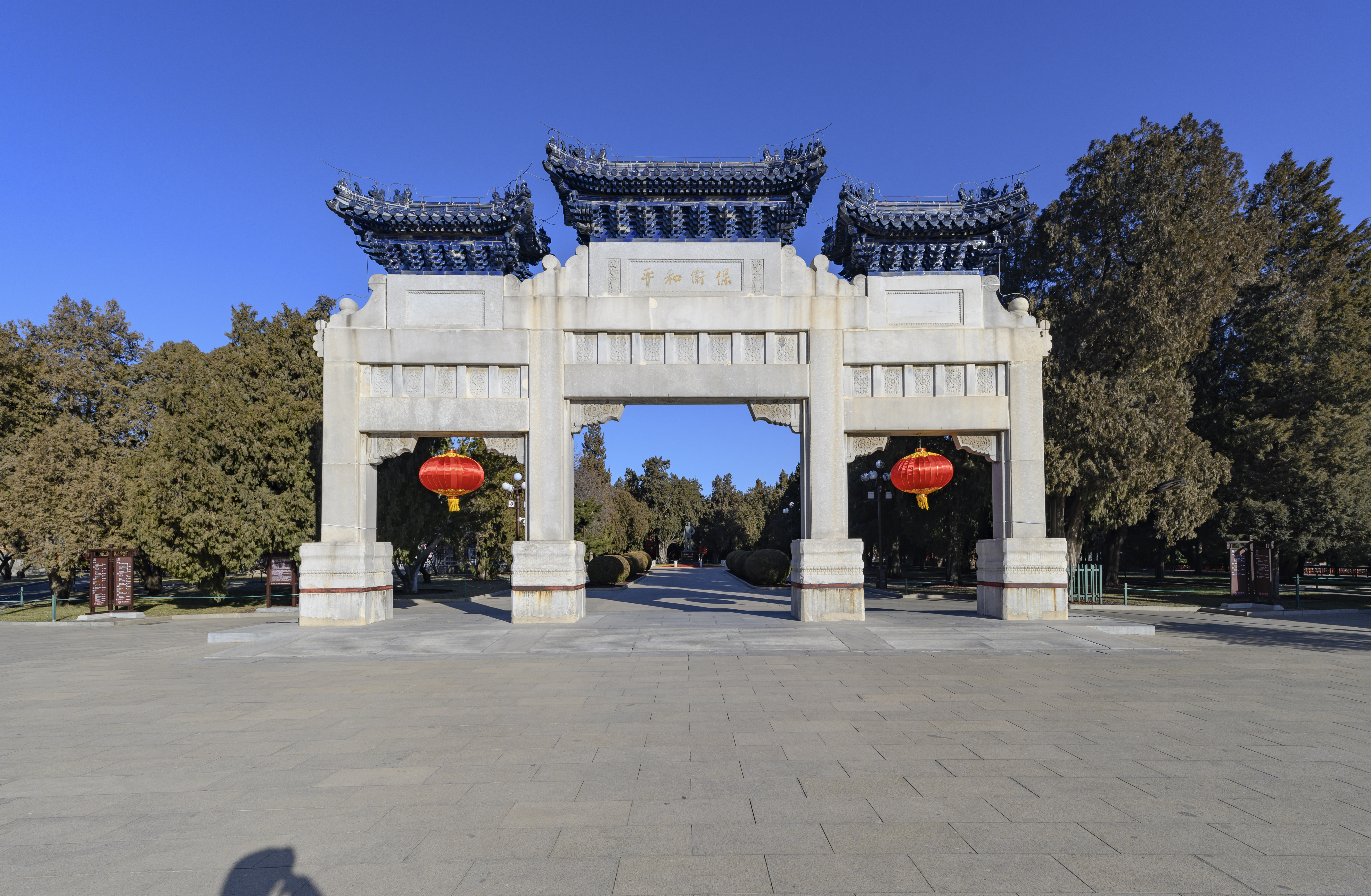
保卫和平坊

保卫和平坊位于中山公园的南门内，是一个四柱三间三楼石牌坊，上面题有保卫和平四个大字，为郭沫若所书。保卫和平坊的前身是设于东单北大街的克林德牌坊，原为四柱三间七楼。 一战后，克林德牌坊被拆毁，运到中山公园重建，并改名为公理战胜坊。1952年又更名为保卫和平坊。

### 孙中山铜像
孙中山铜像位于保卫和平坊的北面的广场，是雕塑家曾竹韶创作，于1986年11月12日孙中山诞辰120周年时竖立，当时举办了隆重的落成典礼。
铜像矗立在黑色花岗岩基座上，基座正面有邓小平亲笔题词“伟大的革命先行者孙中山先生永垂不朽”。铜像高3.4米，为孙中山立像，孙中山着中山装，两腿略微分开，一手下垂，一手撑在腰间，目视远方，体现了革命先行者的风范。

### 兰亭八柱亭

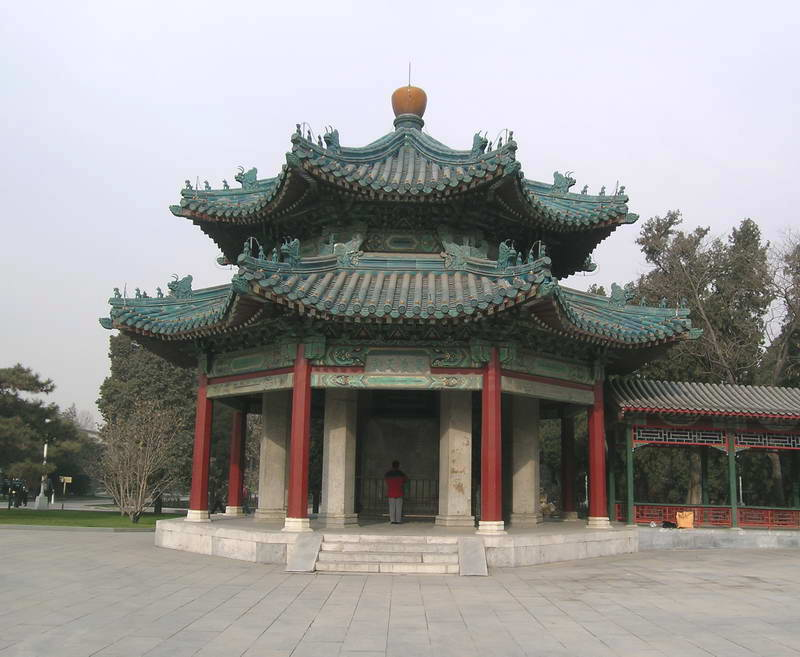
兰亭八柱亭

兰亭八柱亭也叫兰亭碑亭，位于公园西南，唐花坞西侧，为一座重檐蓝瓦攒尖顶的八角石亭，内有一石碑。石碑阳面雕刻有王羲之的兰亭修禊图及曲水流觞图，碑阴面刻有清乾隆皇帝所写的《兰亭序》。亭内的八根石柱上分别刻有历代著名书法家摹写王羲之的八册《兰亭贴》的真迹。分别是：唐代虞世南（第一柱）、褚遂良（第二柱）、冯承素（第三柱）、柳宗元（第四柱）、柳公权（第五柱）摹写晋代王羲之《兰亭序》，明代董其昌（第七柱）仿柳公权《兰亭序》，清代于敏中（第六柱）、乾隆（第八柱）临董其昌访柳公权《兰亭序》。现八柱上的字迹已经风化，但有原拓本碑帖流传于世，收藏在故宫博物院，是书法史上的瑰宝。
兰亭八柱亭原名兰亭，也称流杯亭，原位于绮春园西北部，是圆明园四十景之一坐石临流的一部分。兰亭建于雍正初年，当时是仿绍兴兰亭而建的流觞亭，长方形开间三间。乾隆四十四年（1779年）改建为八方形，并换成巨型石柱。1860年兰亭被英法联军烧毁，石柱仅存。1917年，八根石柱迁入园内。1971年，利用这八根石柱建起兰亭。

### 习礼亭
习礼亭也叫演礼亭，是一座六角亭，建于明永乐十八年（1420年），原在正阳门内兵部街鸿胪寺内。明清两代初次进京的文武官员和外国使臣朝谒皇帝都要在习礼亭学习礼仪。1900年八国联军入侵北京，鸿胪寺衙门被焚毁，习礼亭幸免，后迁入户部街礼部衙门院内。清末，礼部改为典礼院。辛亥革命后，1912年典礼院由盐务署占驻。1915年，盐务署将此亭捐给中央公园。

### 唐花坞

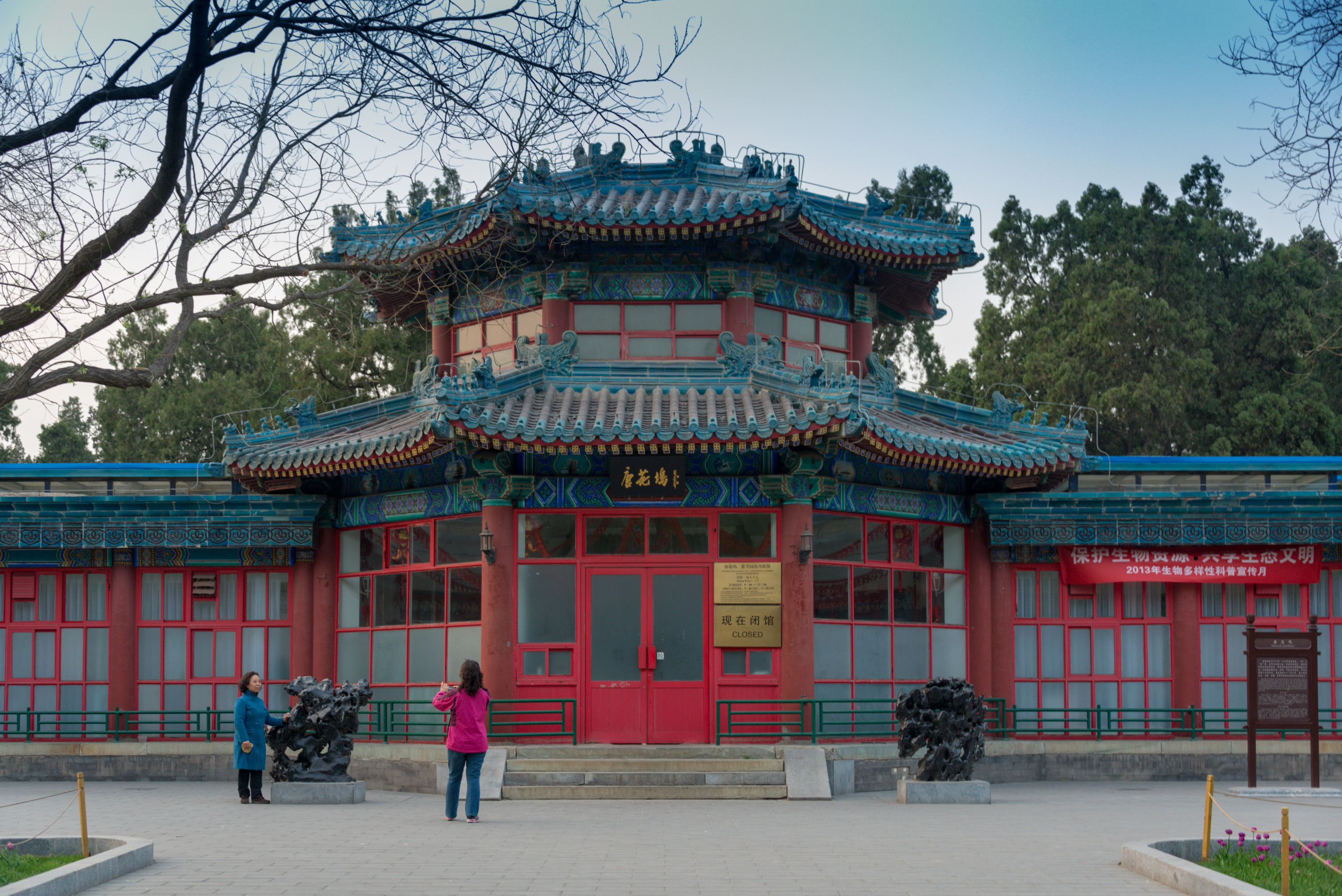
唐花坞

唐花坞位于公园西南，兰亭八柱亭以东。唐本作“煻”，意为用火烘焙；坞指临水的建筑。唐花坞意为临水的花卉温室。唐花坞建于1915年，于1936年将木结构改为钢筋水泥结构，正中间改成重檐八方亭，平面形如如燕翅。这里作为温室花房，一年四季展出各种名贵花卉。

### 格言亭

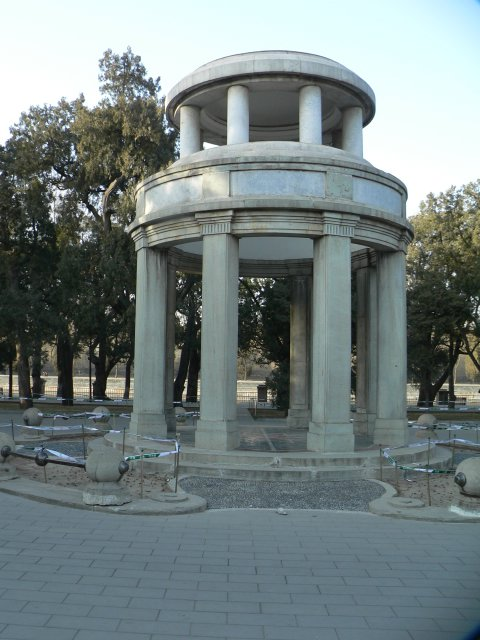
格言亭

格言亭位于社稷坛北门外，是一座八根石柱的石亭。 1915年，在现保卫和平坊所在地建造了一座德式风格的亭子，亭子的每根柱上都刻着古代名贤格言。1918年格言亭迁到现址。在文革时期，格言亭是柱子上格言被毁。
八柱上格言分别是：
1. 朱子之言曰：尽己之谓忠，推己之谓恕
2. 孟子之言曰：国之本在家，家之本在身
3. 子思之言曰：温故而知新，敦厚以崇礼
4. 阳明之言曰：知是行之始，行是之知成
5. 丹书之言曰：敬胜怠者吉，怠胜敬者灭
6. 武穆之言曰：文官不爱钱，武官不惜死
7. 程子之言曰：主一之谓敬，无适之谓一
8. 孔子之言曰：自古皆有死，民无信不立

### 愉园
愉园位于社稷坛东，“愉”取“鱼”的谐音，是一座园中之园，1983年兴建，游廊内嵌有1983年记载建园始末的碑记。占地面积6200平方米，由八角亭、垂花门、鱼池、游廊等构成。愉园的特色是在此观赏金鱼。

### 音乐堂

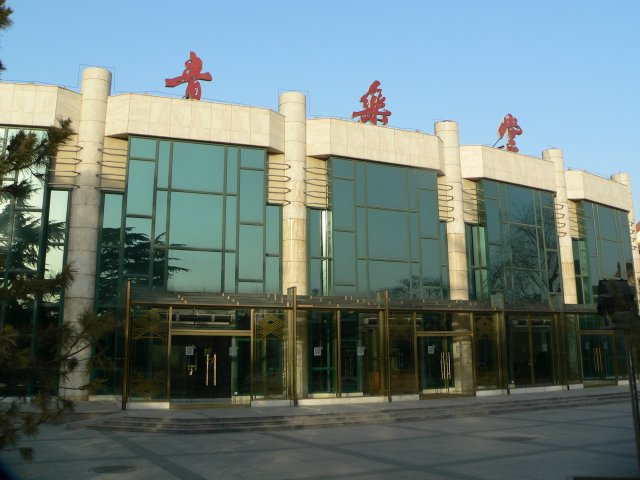
音乐堂

音乐堂位于社稷坛棂星门外东南方，最初为日本占领时期（1942年）迫使中国人修建的露天舞台和砖砌的观众席，中华人民共和国成立后将砖砌的观众席改为木板长条椅，成了一座露天剧场，用于室外演出。1980年后，露天剧场建为室内剧场，现在已成为一座现代化音乐厅，是北京著名的演出场所。

### 石狮子
中山公园的石狮子位于社稷坛南门外，明清时没有这座门。这对石狮1918年发现于河北大名县的一座古庙内，属于宋朝文物。二狮神态活泼，据说用木棍敲打因石质不同而一只出铁音，另一只出铜音。

### 惠芳园
惠芳园位于社稷坛西面，原是一片封闭的果园，于1990年9月建成的，占地6000余平方米。园内主要建筑是一座仿古的宅院，匾额上的“兰室”是朱德在1960年代为此地所题写。惠芳园常年展览兰花，这里养殖的兰花无论是品种还是数量均为北方地区之冠。

### 松柏交翠亭

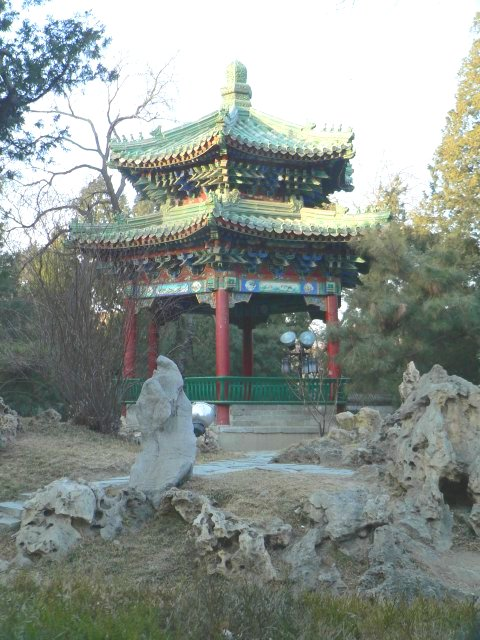
松柏交翠亭

松柏交翠亭位于社稷坛东坛门外，为一重檐六角攒尖亭，在松柏掩映之中，故得名。
该亭原建于1915年，是一座六角筒瓦凉亭，叫六方亭。1930年，筒瓦换成绿琉璃瓦，并改名为松柏交翠亭。

### 投壶亭
投壶亭位于社稷坛东坛墙外，松柏交翠亭以南，是一座十字形敞亭，始建于1915年，1926年重建。保存六隻古代銅質投壺。

### 来今雨轩茶社
来今雨轩茶社位于中山公园东部，建于1915年，总建筑面积549.4平方米，曾是少年中国学会和文学研究会的活动地点，鲁迅亦是该茶社的常客。2005年1月3日在原址复设，2018年关闭整修。作为中国共产党早期北京革命活动旧址之一，2021年6月1日起对公众重新开放。

## 古树花卉
中山公园里的古树很多，最早的是辽代古柏，栽种于辽代兴国寺。其它有很多为明清时期栽种，树木的形态也很有特色，松柏林立，蔓藤缠绕。其中槐柏相抱已成为代表性的景观，有许多景点都是由古树花卉的名称而来，比如东坛门外的香雪海、松柏交翠亭等。这里每年春天的花展更是花卉爱好者的天堂。

## 名石
社稷坛辟为公园之初，曾从圆明园遗址移来了一些名石，有青云片、青莲朵、绘月、搴芝。

## 图集

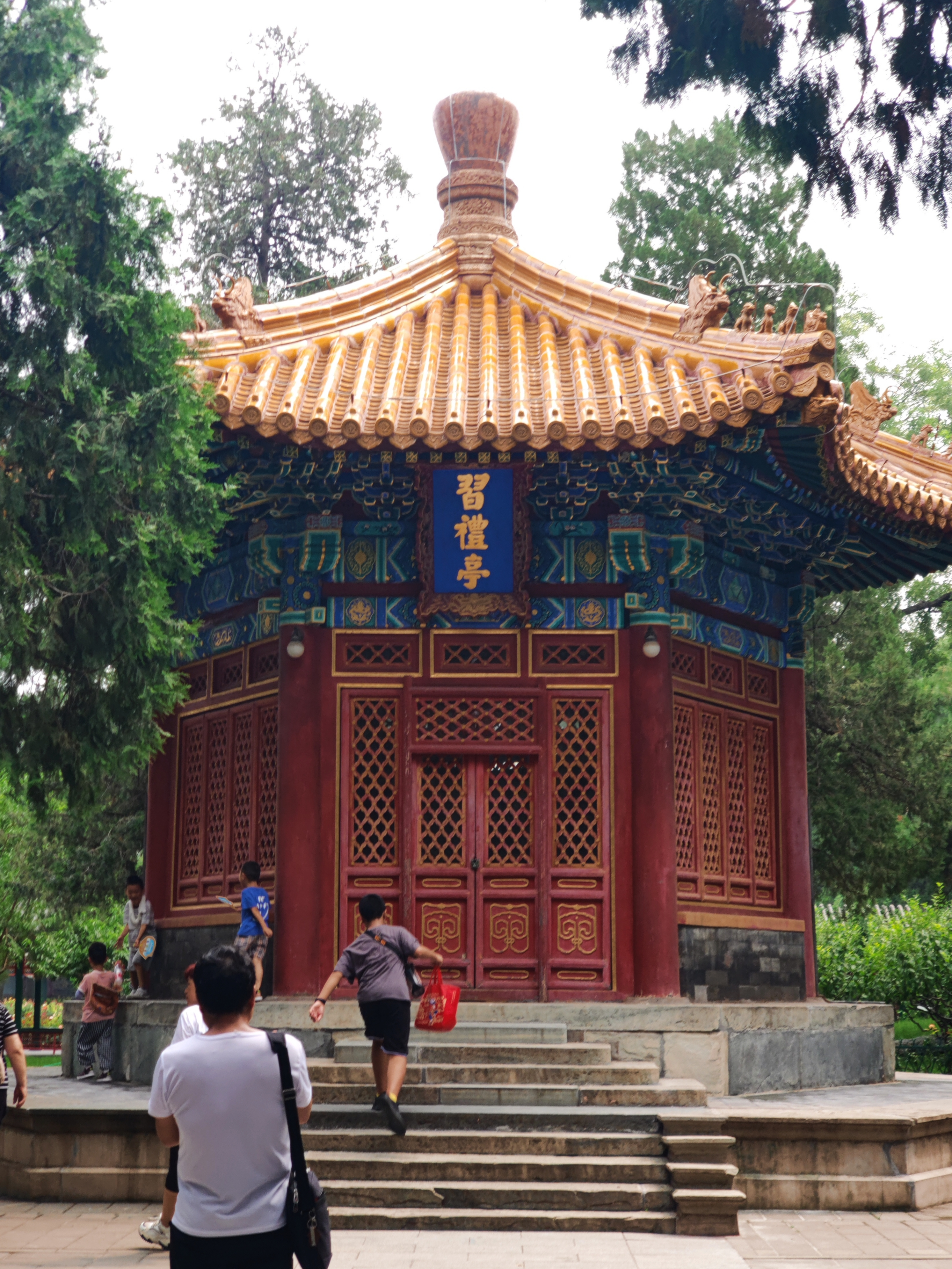
习礼亭
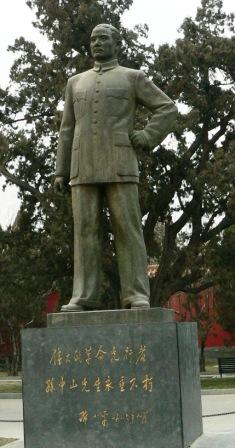
孙中山铜像
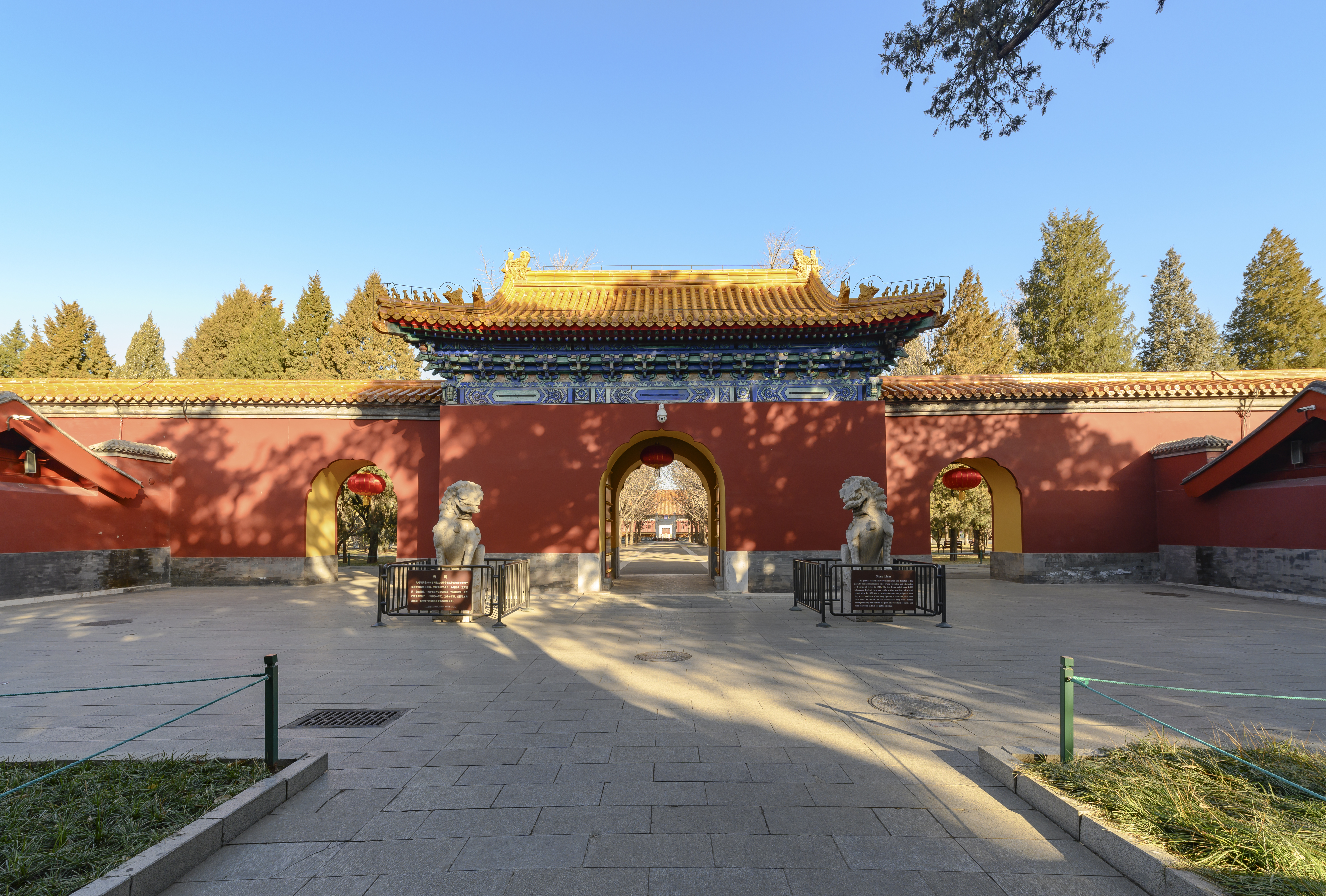
中山公园南门
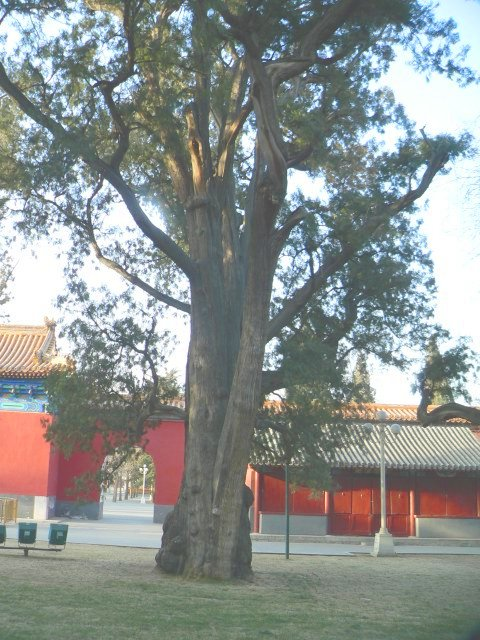
辽代古柏
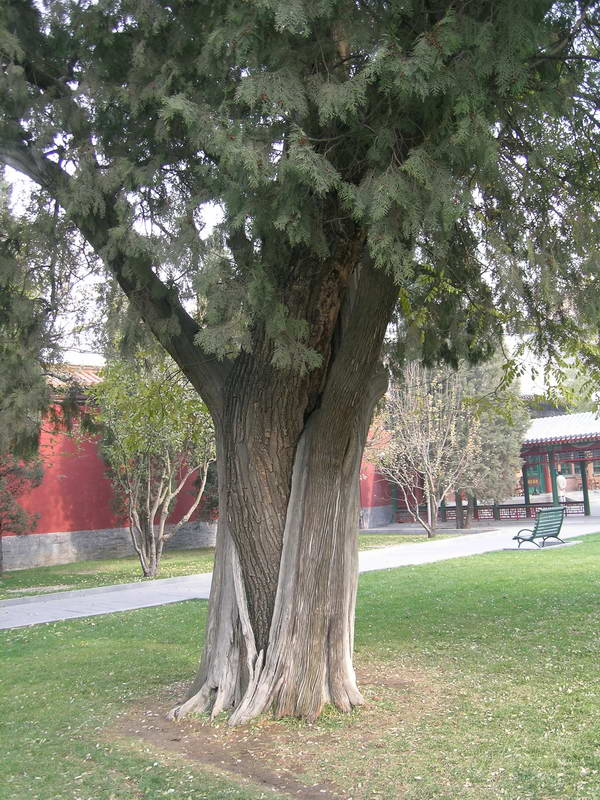
槐柏合抱
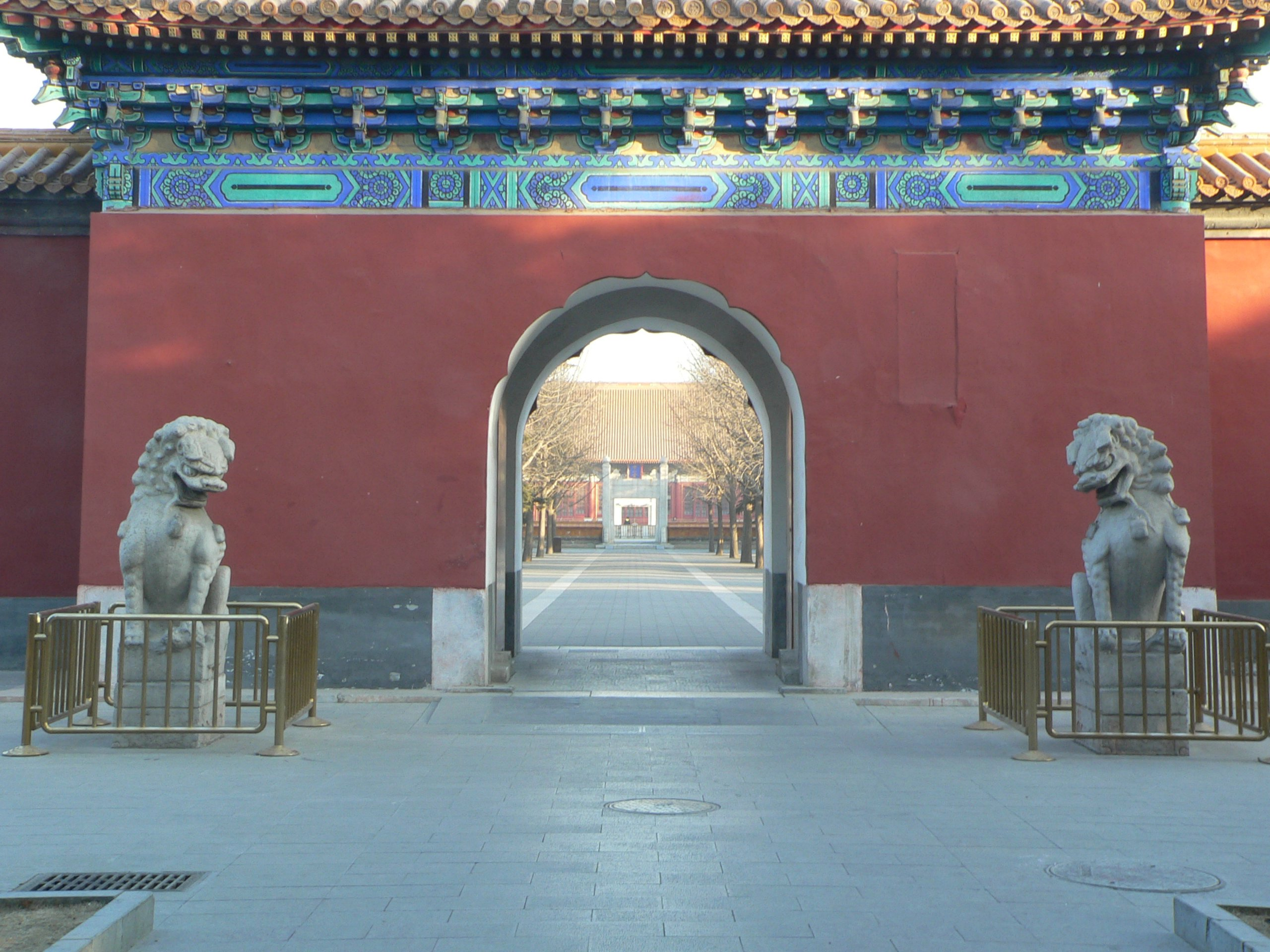
石狮子
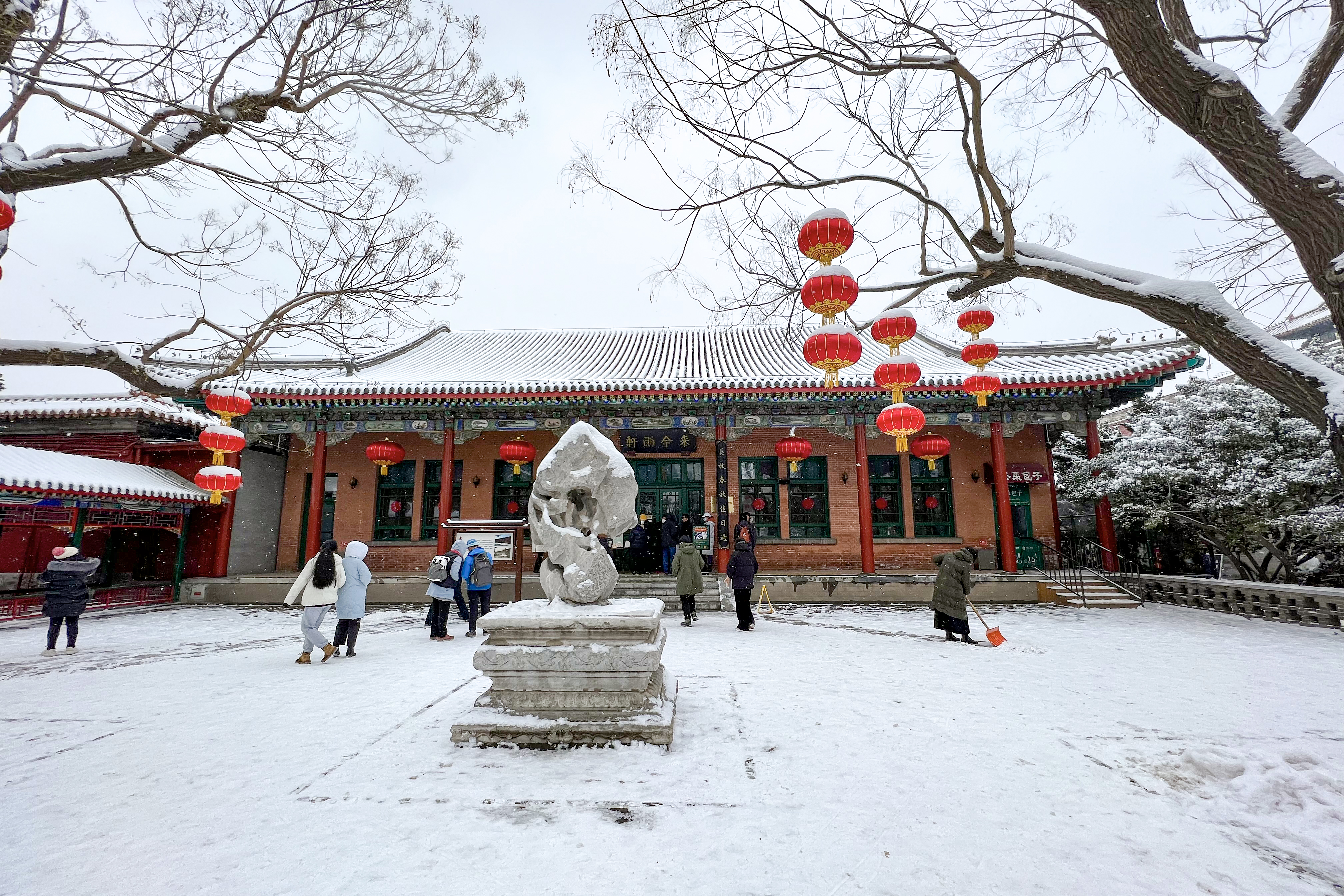
来今雨轩茶社

## 争议
在2020年4月29日的外交部记者会上，有《澳大利亚人报》的记者抱怨警察不允许外国记者进入该公园，却没有援引任何法律条文，經記者向外交部新聞司人員查詢，亦無相關規定。对此发言人耿爽表示其应该询问警察，也可以找新聞司的同仁协助疏通障礙。

### 引用
1. ↑  . 人民政协报. 2005-03-27  [2022-02-14]. （原始内容存档于2022-02-13）.
2. ↑  . 北京晚报. 2005-01-03  [2022-02-14]. （原始内容存档于2022-02-13）.
3. ↑  . 北京日报. 2021-06-03  [2022-02-14]. （原始内容存档于2022-02-13）.
4. ↑  中华人民共和国外交部. . 2020-04-29  [2020-06-03]. （原始内容存档于2020-07-25）.